# Levantando a los Muertos
Albums de CardiaC
Vivir
(2004) La Eterna Juventud
(2009)
Levantando a los Muertos est le premier album studio du groupe de metalcore et thrash metal suisse CardiaC. L'album est sorti en septembre 2006 sous le label indépendant Putos Records et distribué par Irascible Distribution. Il est sorti une année plus tard, le 13 novembre 2007, en Espagne, distribué par Warner cette fois-ci.
Trois clips ont été tirés de cet album. Une vidéo a été tournée pour le titre Dinero en 2006, et une autre pour le titre Pase lo que Pase en 2007 et une dernière pour le titre Mi gente en 2008.

## Liste des morceaux
1. Atracando
2. Dinero
3. Pase lo que Pase
4. El camino de la Libertad
5. Mi gente
6. El tiempo
7. Las Armas
8. Fútbol
9. Basta ya
10. El día que te fuistes
11. Puto Presidente
12. Fuel
13. Vivir